# Tinghir

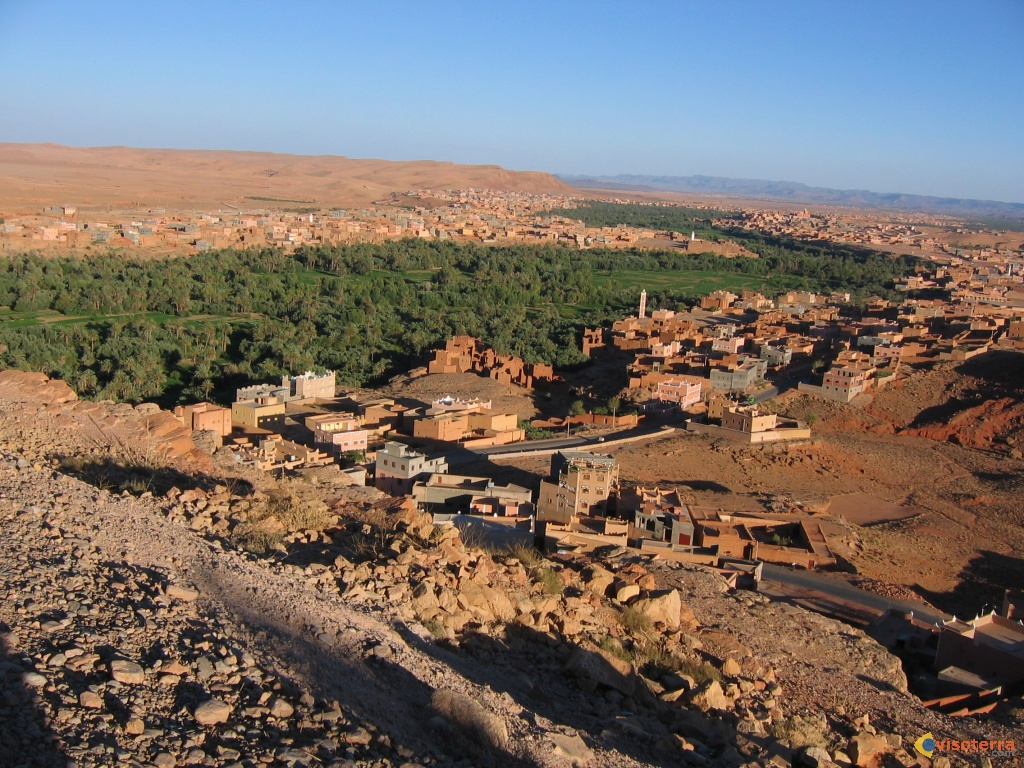
Tinghir – Oasenlandschaft entlang des Oued Todgha. Während die teilweise mehrgeschossigen Lehmhäuser auf unfruchtbaren Böden errichtet wurden, blieben die fruchtbaren Oasen – wie überall im Süden Marokkos – von Bebauung ausgenommen.

Tinghir, auch Tinerhir (Taschelhit ⵜⵉⵏⵖⵉⵔ, arabisch تنغير, DMG Tinġīr) ist eine Oasenstadt mit ca. 45.000 Einwohnern in Zentralmarokko in der Region Drâa-Tafilalet und Hauptstadt der gleichnamigen Provinz Tinghir.

## Lage und Klima
Tinghir liegt an der südlich des Hohen Atlas verlaufenden N10 etwa 170 km (Fahrtstrecke)  nordöstlich von Ouarzazate bzw. ca. 140 km westlich von Erfoud in einer Höhe von etwa 1340 m. Das Klima ist meist warm und trocken; Regen (ca. 150 mm/Jahr) fällt überwiegend in Winterhalbjahr.

## Bevölkerung
| Jahr      | 1994   | 2004   | 2014   | 2024   |
| Einwohner | 30.471 | 36.391 | 42.044 | 44.239 |

Die Bevölkerung der Stadt ist in der zweiten Hälfte des 20. Jahrhunderts durch Zuwanderung von Berberfamilien aus den umliegenden Berg- und Wüstenregionen deutlich gewachsen.

## Wirtschaft
In früheren Zeiten dominierte ganz eindeutig die Oasenwirtschaft, die sich in den beiden großflächigen Dattelpalmenoasen südlich und östlich der Stadt ausbreitet und eine ganzjährige Selbstversorgung der Bewohner gewährleistete. Viehzucht spielte in allen Oasen nur eine untergeordnete Rolle.
Tinghir ist ein regional bedeutsamer Verwaltungs- und Marktort. In der Stadt gibt es viele kleinere Handwerksbetriebe, Transportunternehmen, Ärzte und Apotheken sowie Groß- und Einzelhändler, die weite Teile der Umgebung mit ihren Produkten oder Dienstleistungen versorgen. Manch eine Familie lebt jedoch ganz wesentlich von den Geldüberweisungen der in die Städte des Nordens abgewanderten Männer.

## Stadtbild
Das sehr lebendige Stadtzentrum von Tinghir wird durch den großteils gut erhaltenen und noch bewohnten Ksar geprägt. Zwischen dem Ksar und der Nationalstraße N10 bilden rechtwinkelig angelegte Straßen das Verwaltungs- und Geschäftszentrum. Hier befinden sich auch der teilweise überdachte Markt, der zentrale Taxi-Standplatz und mehrere Hotels.
Die den Ksar umgebenden Stadtteile bestehen meist aus neuen, meist zwei- bis viergeschossigen Häusern mit Wänden aus Hohlblocksteinen, Decken und Treppenaufgängen aus Beton und einer Satellitenschüssel auf der Dachterrasse. Nach Fertigstellung des Rohbaus werden die Häuser – wie in Marokko üblich – verputzt und in gelblichen, hellroten bzw. rosa Farbtönen angestrichen.
An den Rändern der Dattelpalmenoasen finden sich noch zahlreiche, zumeist in der ersten Hälfte des 20. Jahrhunderts erbaute und teilweise noch zu Wohnzwecken genutzte, mehrgeschossige Bauten aus Stampflehm.

## Kasbahs
Thami El Glaoui ließ – um seinen Machtanspruch zu dokumentieren – in den Jahren 1919 und 1930 gleich zwei Gebäudekomplexe mit politisch-strategischer und repräsentativer Bedeutung (Kasbahs) in Tinghir errichten. Beide monumental wirkenden Bauten wurden von den Bewohnern der Stadt jedoch schon immer als Fremdkörper angesehen und sind in argem Verfall begriffen – sie sind deshalb für Besucher nicht zugänglich.
Im Jahr 1944 wurde von Cheikh Bassou, dem Oberhaupt eines mit El Glaoui rivalisierenden Berberclans, ein Tighremt errichtet. Der Gebäudekomplex wurde sorgsam restauriert und wird heute als Hotel Tomboctou genutzt.

## Oasen
Eigentlich sind es zwei große Palmenoasen, die Tinghirs Reiz ausmachen und zu Erkundungsgängen auffordern – eine verläuft eher in ost-westlicher und die andere eher in nord-südlicher Richtung. Beide bilden grüne Uferlandschaften entlang des Oued Todgha und dort, wo die fruchtbaren Böden enden, beginnt die Bebauung. Früher waren dies – zum Teil sogar mehrgeschossige – Lehmbauten mit Ecktürmen in der Art der Tighremts, doch von ihnen hat sich nichts erhalten. Die noch existierenden – turm- und schmucklosen – Lehmbauten stammen allesamt aus der 2. Hälfte des 19. und der 1. Hälfte des 20. Jahrhunderts. Viele werden von den Eigentümern nicht mehr instand gehalten, denn in den lichtlosen, staubigen und mittlerweile auch einsturzgefährdeten Lehmhäusern will in der heutigen Zeit niemand mehr wohnen. Nur landflüchtige Kleinbauern, die zu den Ärmsten in Marokko gehören und sich in Tinerhir als Tagelöhner verdingen, haben keine andere Wahl und sind mit dem billigsten Wohnraum zufrieden.
Angebaut bzw. angepflanzt werden Getreide (Gerste), Gemüse (Bohnen, Kichererbsen, Möhren etc.) und Baumfrüchte (Datteln, Feigen, Granatäpfel, Oliven etc.). Die Bäume spenden überdies den für die Oasenwirtschaft notwendigen Schatten. Die Wasserversorgung erfolgt über das aus den Bergen ablaufende Schmelzwasser des Todgha-Flusses, welches mit Hilfe von – nur zeitweise betriebenen – Dieselpumpen, die die Handarbeit früherer Zeiten ersetzt hat, in kleine, höhergelegene Kanäle befördert wird und von dort auf die Felder gelangt.

## Umgebung
Etwa 12 km nördlich von Tinghir liegt die touristisch interessante Todra-Schlucht mit ihren spektakulären, etwa 300 m hohen und beinahe senkrecht abfallenden Felswänden.